# Mwanza
Mwanza é um distrito do Malawi localizado na Região Sul. Sua capital é a cidade de Mwanza.